# Eischoll
Eischoll est une commune suisse du canton du Valais, située dans le demi-district de Rarogne occidental.

## Géographie
La commune d'Eischoll se trouve dans le demi-district de Rarogne occidental, dans le canton du Valais. Elle s'étend sur 13,77 km2. Le village occupe une terrasse étagée à 1 230 m d'altitude, sur la rive gauche du Rhône, en face de Rarogne.
Le territoire d'Eischoll s'étend sur 13,77 km2. Lors du relevé de 2013-2018, les surfaces d'habitations et d'infrastructures représentaient 2,5 % de sa superficie, les surfaces agricoles 24,8 %, les surfaces boisées 49,2 % et les surfaces improductives 23,3 %.

## Toponymie
Le nom de la commune est attesté en 1250 comme « Oiselz », en 1336 comme « Oysol » et en 1418 comme « Eysoll ». Le nom « Eischoll » viendrait du celte « ouxello » ou « uxello » signifiant « hauteur », « montagne », « sommet » ou « lieu escarpé ». C'est ainsi une référence à la situation géographique de la commune.

## Histoire

Vue aérienne (1945).

Eischoll est sujet jusqu'en 1376 des seigneurs de la Tour-Châtillon, puis des cinq dizains du Haut-Valais, avec la châtellenie de Niedergesteln (Châtillon), jusqu'à son rachat en 1790. Les statuts communaux (Bauernzunft) datent de 1538. Vers 1730, les trois communautés de Ried, d'Oberhäusern et de Brunnen (noyau du village), se regroupent pour donner naissance au territoire communal actuel. Les anciens hameaux sont désertés : Oberhäusern, autrefois chef-lieu, est habité jusque vers 1900 ; la maison de commune de 1656 y est démolie dans les années 1920 ; Zuben, Ried, Lohn, Breyen et Tscherggen ne comptent au XXIe siècle que des ruraux et des résidences secondaires.
Au spirituel, Eischoll dépend de Niedergesteln avant de devenir paroisse en 1766. La nouvelle église est une imposante construction néoromane de 1886. Le village est en bonne partie reconstruit après l'incendie de 1877. Jusque dans les années 1960, la commune vit principalement de l'économie de subsistance traditionnelle (élevage et produits laitiers, céréaliculture, arbres fruitiers). On cultive des vignes dans la plaine : des achats de parcelles à Salquenen sont attestés au XVIIe siècle. Eischoll est relié à la vallée du Rhône par un téléphérique, le plus ancien du Haut-Valais (1946) et par une route achevée en 1970. Les deux tiers environ de la population active travaillent en dehors de la commune en 2000. Sous l'effet du tourisme notamment (premier téléski en 1966, 35 416 nuitées en 2001), le nombre d'immeubles a plus que doublé depuis les années 1960.

## Démographie

### Évolution de la population
Eischoll compte 445 habitants au 31 décembre 2022 pour une densité de population de 32 hab/km2. Sur la période 2010-2019, sa population a diminué de −6,9 % (canton : 10,5 % ; Suisse : 9,4 %).  

### Pyramide des âges
En 2020, le taux de personnes de moins de 30 ans s'élève à 21,3 %, au-dessous de la valeur cantonale (31,7 %). Le taux de personnes de plus de 60 ans est quant à lui de 40,9 %, alors qu'il est de 26,6 % au niveau cantonal.
La même année, la commune compte 224 hommes pour 226 femmes, soit un taux de 49,8 % d'hommes, supérieur à celui du canton (49,6 %).
| Hommes | Classe d’âge | Femmes |
| ------ | ------------ | ------ |
| 1,8    | 90 ans ou +  | 1,8    |
| 12,5   | 75 à 89 ans  | 15,5   |
| 27,2   | 60 à 74 ans  | 23,0   |
| 21,9   | 45 à 59 ans  | 22,6   |
| 17,0   | 30 à 44 ans  | 14,2   |
| 11,6   | 15 à 29 ans  | 13,7   |
| 8,0    | - de 14 ans  | 9,3    |

| Hommes | Classe d’âge | Femmes |
| ------ | ------------ | ------ |
| 0,5    | 90 ans ou +  | 1,2    |
| 7,5    | 75 à 89 ans  | 9,4    |
| 16,8   | 60 à 74 ans  | 17,7   |
| 22,2   | 45 à 59 ans  | 21,7   |
| 20,3   | 30 à 44 ans  | 19,4   |
| 17,7   | 15 à 29 ans  | 16,6   |
| 14,9   | - de 14 ans  | 14,1   |

## Héraldique
| Blason | Blasonnement : « De gueules au besant d'argent chargé d'une croix tréflée de sable. » |

Les armoiries d'Eischoll sont attestées au XIXe siècle sur un sceau communal.